# Питон, Лукас
Лу́кас Пи́тон Кривела́ро (порт.-браз. Lucas Piton Crivellaro; родился 9 октября 2000) — бразильский футболист, левый защитник клуба «Васко да Гама».

## Биография
Уроженец Жундиаи, Лукас начал свою карьеру, играя в футзал. В 2016 году стал игроком футбольной академии клуба «Коринтианс». В основном составе «Коринтианса» дебютировал 28 декабря 2019 года в матче бразильской Серии A против «Флуминенсе», заменив Карлоса Аугусто.